# Lagenanectes

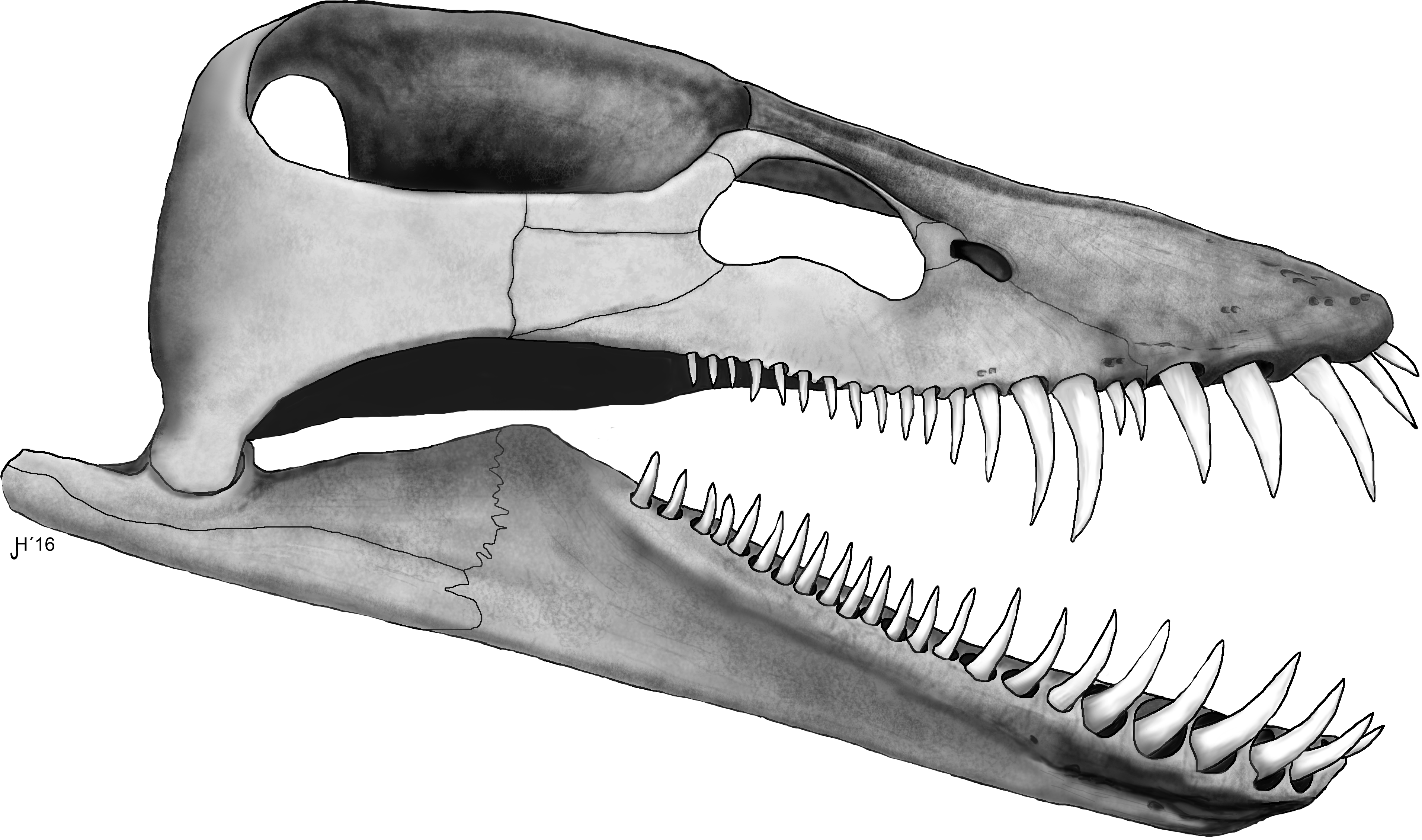
De schedel van Lagenanectes

Lagenanectes richterae is een lid van de Plesiosauria dat tijdens het vroege Krijt leefde in het gebied van het huidige Duitsland.

## Vondst en naamgeving
In de zomer van 1964 vond Kurt Wiedenroth in de leemput van Moorberg onmiddellijk ten zuidoosten van Sarstedt het skelet van een plesiosauriër. Hij wist in eerste instantie alleen de kop en een twintigtal wervels vellig te stellen. De leemwinning werd wegens de vondst niet stilgelegd en Wiedenroth vreesde dat de rest verloren zou gaan. De overige resten werden hierna binnen 24 uur geborgen door een team amateurpaleontologen onder leiding van F.O. Finzel en geschonken aan het Landesamt für Bodenforschung in Hannover dat het weer in permanente bruikleen gaf aan het Niedersachsisches Landesmuseum Hannover dat delen ervan tentoonstelde. De leemput is tegenwoordig gedicht. 

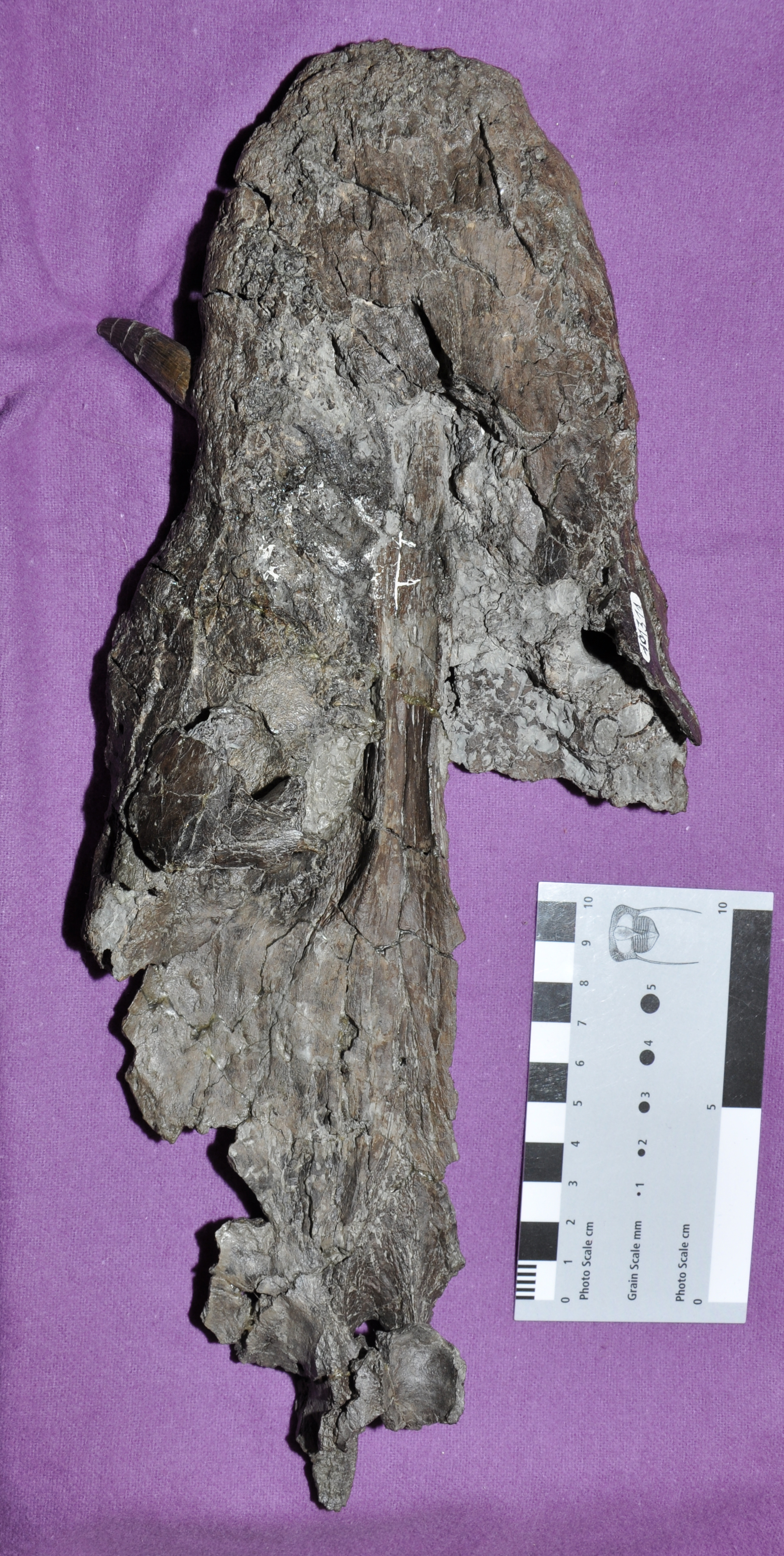
De schedel van boven bezien

Erika Finzel meldde de vondst in 1964 als een Plesiosaurus elasmosaurus maar dat was meer als een classificatie bedoeld dan als een echte soortnaam en zou hoe dan ook een nomen nudum geweest zijn gezien het gebrek aan enige beschrijving. Professor Otto Sickenberg had de vondst namelijk in een gesprek als een elasmosauride geïdentificeerd maar was een zoogdierexpert. In de jaren daarna werd de vondst als een nog te benoemen nieuw geslacht behandeld. In 2013 werd een team paleontologen, wel deskundigen op dit gebied, door het museum uitgenodigd het fossiel te beschrijven dat daartoe tot 2015 bestudeerd werd.
In 2017 werd de typesoort Lagenanectes richterae benoemd en beschreven door Sven Sachs, Jahn J. Hornung en Benjamin P. Kear. De geslachtsnaam combineert een verwijzing naar de rivier de Leine, Lagena in het Latijn, die door Sarstedt loopt, met een Grieks nèktès, "zwemmer", een gebruikelijk achtervoegsel in de namen van plesiosauriërs. De soortaanduiding eert Annette Richter, hoofdconservator van de natuurhistorische afdeling van het museum.
Het holotype, BGR Ma 13328, is vermoedelijke gevonden in een laag van de Stadthagenformatie die eerst gedateerd werd in het Barremien maar naar huidige inzichten uit het late Hauterivien stamt. De precieze locatie is niet gedocumenteerd. Het bestaat uit een skelet met schedel. Bewaard zijn gebleven: elementen uit de snuit, het prefrontale, de quadrata, het achterhoofd, het verhemelte, de onderkaken, twaalf halswervels, twee ribben, dertien staartwervels, chevrons, het linkerdarmbeen, een stuk linkeropperarmbeen of dijbeen, een mogelijk polsbeen of enkelbeen en tien kootjes. Het betreft een volwassen individu.

## Beschrijving

Het holotype vergeleken met Richter

De lengte van Lagenanectes is geschat op acht meter.
De beschrijvers stelden enkele onderscheidende kenmerken vast. Twee daarvan zijn autapomorfieën, unieke afgeleide eigenschappen. Bij de symfyse van de voorste onderkaken is het gedeelte dat de tanden draagt sterk zijwaarts verbreed terwijl de allervoorste tandkassen gelegen zijn in de zijranden van de dentaria (zodat de tanden flink naar buiten uitgestoken moeten hebben). De symfyse van de onderkaken bezit op de onderzijde een wigvormige verheffing die van onderen doorboord wordt door opvallende putten (wellicht de locatie van elektroreceptoren).

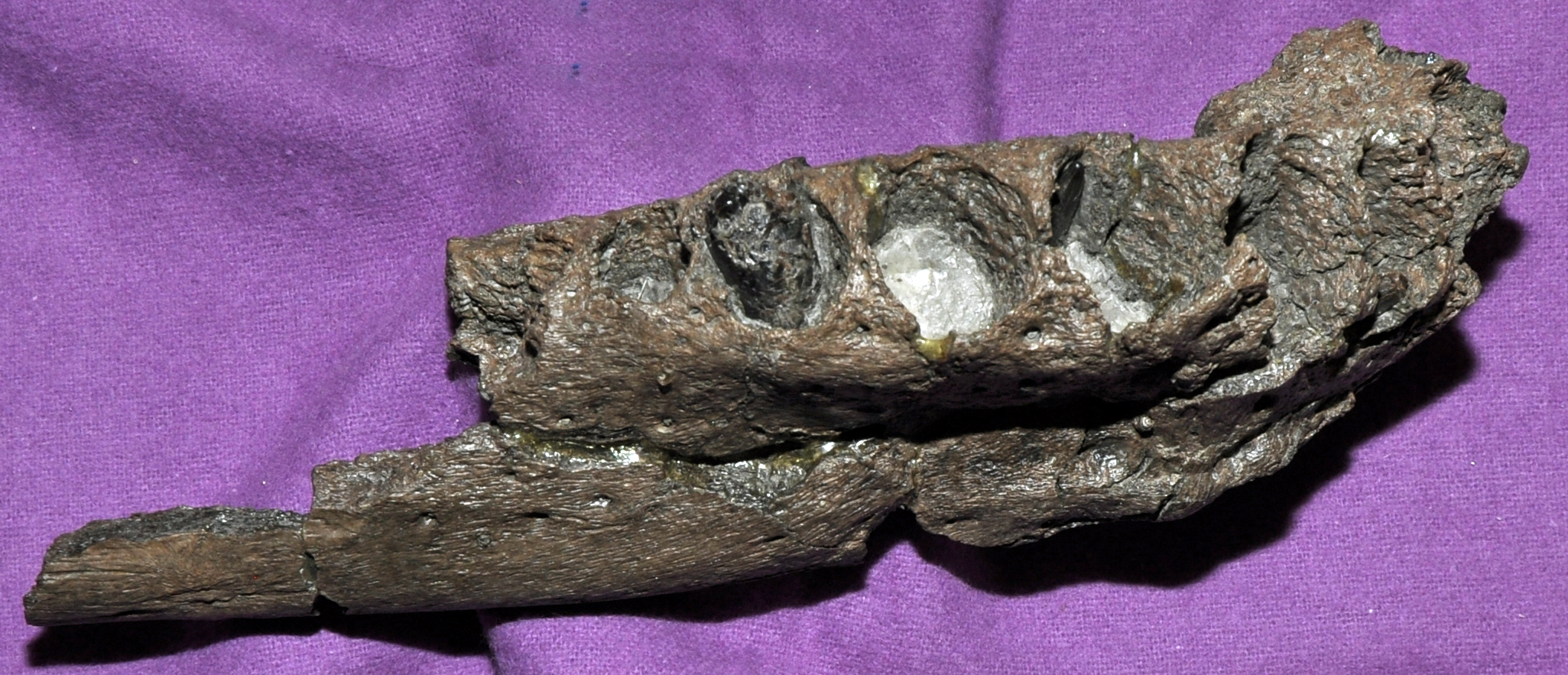
De onderkaken

Verder is er een unieke combinatie van op zich niet unieke kenmerken. De praemaxilla draagt vijf tanden waarvan de eerste klein is maar de tweede tot en met vierde erg uitsteken. De snuit is in bovenaanzicht breed afgerond. De tandkassen van de maxillaire en dentaire tanden hebben gewelfde randen. De (maxillaire) tanden van het bovenkaaksbeen verschillen onderling sterk en zijn dus heterodont. De achterhoofdsknobbel heeft twee notochordale groeven. De ploegschaarbeenderen zijn aan de achterzijde gescheiden door een voorste verbreding van de pterygoíden. Er bevindt zich een diepe notochordale put in het gewrichtsvlak van de draaier. De voorste halswervels zijn amficoel. De gewrichtsvlakken van de halswervels zijn in de onderrand niet ingekeept. De voorste halswervels hebben een korte lengterichel op de zijkant.

## Fylogenie
Lagenanectes is basaal in de Elasmosauridae geplaatst in een polytomie of "kam" met andere vormen. Dat zou betekenen dat hij een van de oudste bekende elasmosauriden is.